# Лиепайская рокада
Лиепайская рокада (латыш. Liepājas rokāde) — международный шахматный фестиваль, который ежегодно проводился с 1994 года по 2018 год в латвийском городе Лиепая.

## История фестиваля
Фестиваль был задуман организаторами как продолжение шахматных традиций города Лиепаи, где в 1960-е и 1970-е годы летом проводились командные и индивидуальные турниры с участием шахматистов со всего Советского Союза.
Постепенно фестиваль «Лиепайская рокада» стал одним из крупнейших шахматных турниров на берегах Балтийского моря, в котором принимали участие почти все сильнейшие шахматисты Латвии, Литвы и Эстонии, а также гости из соседних стран. Турниры фестиваля проводились в августе по швейцарской системе и быстрым шахматам (кроме блицтурнира). В последние годы «Лиепайская рокада», как правило, состоял из четырёх отдельных соревнований: опен- и блицтурниров, в которых могли принять участие все желающие, а победители опен-турнира вместе со специально приглашёнными гроссмейстерами играли в супертурнире. В последний день фестиваля проходил командный турнир.
Фестиваль неоднократно посещал президент Международной шахматной федерации Кирсан Илюмжинов и проводил деловые переговоры о развитии шахмат в Латвии и в странах Балтии.

## Победители турнира
| Год  | Опен турнир                                                                 | Супертурнир                    | Блицтурнир         | Командный турнир |
| ---- | --------------------------------------------------------------------------- | ------------------------------ | ------------------ | ---------------- |
| 1994 | Виестур Мейерс                                                              |                                |                    |                  |
| 1995 | Эдвин Кеньгис                                                               |                                |                    |                  |
| 1996 | Гунтис Янковскис                                                            |                                |                    |                  |
| 1997 | Нормундс Миезис                                                             |                                |                    |                  |
| 1998 | Даниэль Фридман                                                             |                                | Юзеф Петкевич      |                  |
| 1999 | Роланд Берзиньш                                                             |                                |                    |                  |
| 2000 | Евгений Свешников                                                           | Дармен Садвакасов Максим Длуги |                    |                  |
| 2001 | Евгений Свешников                                                           | Алексей Широв                  | Нормундс Миезис    |                  |
| 2002 | Евгений Свешников                                                           | Евгений Свешников              | Даниэль Фридман    |                  |
| 2003 | Арнольд Луцкан                                                              | Александр Халифман             | Максим Длуги       |                  |
| 2004 | Меэлис Канеп                                                                | Кайдо Кюлаотс                  |                    |                  |
| 2005 | Дарюс Загорскис                                                             | Люк Ван Вели                   | Вайдас Сакалаускас | «Svyturys»       |
| 2006 | Шарунас Шулскис                                                             | Кирил Георгиев                 | Кирил Георгиев     | «Svyturys»       |
| 2007 | Витаутас Вазнонис                                                           | Аркадий Найдич                 | Шарунас Шулскис    | «Joker»          |
| 2008 | Валдис Троненков «Опен A» Александр Смирнов «Опен B» Евгений Левин «Опен C» | Евгений Романов                | Даниэль Фридман    | «Joker»          |
| 2009 | Артур Нейкшанс                                                              |                                | Вернер Путка       | «Joker»          |
| 2010 | Олег Кривоносов                                                             |                                | Яан Эльвест        | «Joker»          |
| 2011 | Нормундс Миезис                                                             |                                | Яан Эльвест        | «Terrabalt»      |
| 2012 | Александр Халифман                                                          |                                | Даниэль Фридман    | «Terrabalt»      |
| 2013 | Эмилис Пилецкис                                                             | Кирил Георгиев                 | Игорь Коваленко    | «MRU–Gintars»    |
| 2014 | Игорь Коваленко                                                             |                                | Игорь Коваленко    | «Terrabalt»      |
| 2015 | Евгений Романов                                                             | Игорь Коваленко                | Андрей Есипенко    | «Terrabalt»      |
| 2016 | Владимир Федосеев                                                           | Даниил Линчевский              | Яан Эльвест        | «Terrabalt»      |
| 2017 | Владислав Ковалёв                                                           | Даниэль Фридман                | Даниэль Фридман    | «Terrabalt»      |
| 2018 | Кайдо Кюлаотс                                                               | Даниэль Фридман                | Томас Лаурушас     | «Terrabalt»      |
Супертурнир не проводился с 2009 по 2012 год и в 2014 году.